# Prison (film)
Pour plus de détails, voir Fiche technique et Distribution.
Prison est un film américain réalisé par Renny Harlin et sorti en 1988. Second film du réalisateur finlandais, il s'agit de première production américain. Il a notamment été présenté au festival international du film fantastique d'Avoriaz 1988.

## Synopsis
En 1964, le détenu Charlie Forsythe est exécuté sur la chaise électrique de la prison de Creedmore, pour un crime qu'il n'avait pas commis. Trente ans plus tard, le pénitencier rouvre ses portes. Charlie « revient » à la vie pour se venger d'Eaton Sharpe responsable de son exécution. Il revient hanter l'enceinte de la prison.

## Fiche technique
Sauf indication contraire, les informations mentionnées dans cette section peuvent être confirmées par la base de données cinématographiques IMDb,  présente dans la section « Liens externes ».
- Titre original et français : Prison
- Réalisation : Renny Harlin
- Scénario : Irwin Yablans et C. Courtney Joyner
- Musique : Richard Band et Christopher L. Stone
- Photographie : Mac Ahlberg
- Montage : Andy Horvitch
- Production : Irwin Yablans
- Société de production : Empire Pictures
- Sociétés de distribution : Empire International Pictures (Etats-Unis)
- Pays de production :  États-Unis
- Langue : anglais
- Genre : horreur, fantastique
- Budget : 4 millions de dollars[1]
- Durée : 102 minutes
- Dates de sortie[2] :
  - Royaume-Uni : 8 décembre 1987
  - France : janvier 1988 (festival international du film fantastique d'Avoriaz)
  - États-Unis : 4 mars 1988
  - France : 8 juin 1988

## Distribution
- Viggo Mortensen (VF : François Leccia) : Burke
- Lane Smith (VF : Sady Rebbot) : Ethan Sharpe
- Chelsea Field (VF : Martine Messager) : Katherine Walker
- Lincoln Kilpatrick (VF : Edmond Bernard) : Cresus Burton
- André De Shields : Sandor
- Arlen Dean Snyder (VF : Jacques Deschamps) : le capitaine Carl Horton
- Ivan Kane (VF : José Luccioni) : Joe Lazzaro dit « Joe Lasagne » (Lasagna en VO)
- Tom Lister, Jr. (VF : Pascal Renwick) : Tiny
- Stephen E. Little (VF : William Sabatier) : « Rhino » Reynolds
- Tom Everett (VF : Yves-Marie Maurin) : Leon
- Larry Flash Jenkins (VF : Joël Martineau) : Hershey
- Hal Landon Jr. : Wallace
- Matt Kanen (VF : Jean-Philippe Puymartin) : Johnson
- George D. Wallace (VF : Edmond Bernard) : Joe Reese

## Production
Thom Matthews a auditionné pour le rôle de Burke, avant que Viggo Mortensen soit choisi.
Le tournage a lieu en 1986 dans le pénitencier d’État du Wyoming (en) à Rawlins dans le Wyoming. Le pénitencier était fermé depuis 1981. Plusieurs véritables détenus sont utilisés comme figurants.

## Accueil
La sortie du film est retardée par la faillite du distributeur Empire International Pictures (en). Aux États-Unis, le film ne récolte que 345 704 $.